# سيلك كوزارت
سيلك كوزارت (بالإنجليزية: Cylk Cozart)‏ مواليد 1 فبراير 1957 في نوكسفيل، الولايات المتحدة، هو ممثل ومخرج ومنتج أمريكي بدأ مسيرته الفنية سنة 1982. ظهر في قرابة 30 فيلما.

## الأعمال
- 16 بناية
- نظرية المؤامرة
- أنقذه الجرس

## روابط خارجية
- سيلك كوزارت على موقع IMDb (الإنجليزية)
- سيلك كوزارت على موقع أول موفي (الإنجليزية)
- سيلك كوزارت على موقع قاعدة بيانات الفيلم (الإنجليزية)